# دی ۱۳۹۱
دی ۱۳۹۱، دهمین ماه سال ۱۳۹۱ هجری خورشیدی است.
آغاز آن جمعه: ‌۱ دی ۱۳۹۱ (۲۱ دسامبر ۲۰۱۲ میلادی)